# Зорге, Густав (горный инженер)
Густав Вильгельм Рихард Зорге (нем. Gustav Wilhelm Richard Sorge; 6 апреля 1852, Веттин, Королевство Пруссия — 1 декабря 1907, Ланквиц, Германская империя) — немецкий горный инженер. Отец советского разведчика, Героя Советского Союза Рихарда Зорге.

## Биография
Родился 6 апреля 1852 года в городе Веттин в семье немецкого врача-хирурга Готтхольда Вильгельма Зорге.
Изучал технологию добычи угля. В США прошел переквалификацию и освоил технику нефтедобычи, став признанным специалистом по глубокому бурению.
В 1877 году переезжает из США в Баку, где создает мастерскую по технологии бурения для машиностроительного завода Отто Ленца. При этом основным направлением было создание промышленно-разведочной техники глубокого бурения.
В 1881 году он основал фирму под собственным именем. С 1885 года работал в компании «Товарищество нефтяного производства братьев Нобель».
За годы работы стал признанным специалистом по трем типам конвейерных технологий в нефтяной промышленности: насосная, пневматическая и вычерпывающая. Зорге опубликовал свои научные и практические труды в области нефтедобычи, читал лекции на международных конференциях инженеров-бурильщиков.
Поскольку здоровье Зорге ухудшилось, он вместе с семьей переехал в Берлин-Ланквиц в 1898 году, где работал директором немецкого банка Дисконто Гезельшафт (нем. Disconto-Gesellschaft).
Умер в 1907 году после перенесенного инсульта.

## Семья
Первая жена — данные неизвестны. По некоторым источникам умерла во время холерной эпидемии в Баку. Дочери – Натали и Анна.
Вторая жена — Нина Семеновна Кобелева (1867—1952). В браке родилось 4 сыновей, в том числе и будущий советский разведчик Рихард Зорге.
Родной дядя Густава Фридрих Адольф Зорге был соратником Карла Маркса по Первому интернационалу.